# Marcala
Marcala (uit het Nahuatl: "Plaats van gevangenissen") is een gemeente (gemeentecode 1208) in het departement La Paz in Honduras. De gemeente grenst aan El Salvador.
Het dorp ligt op een vlakte. Het is omgeven door bergen van de Cordillera de Montecillos.

## Geschiedenis
Tijdens de Spaanse overheersing en ook na de onafhankelijkheid vonden in dit gebied veel gevechten plaats tussen inheemse stammen. De naam "Plaats van gevangenissen" verwijst hiernaar.
In het midden van de 16e eeuw vertrok een deel van de bevolking van Chinacla naar de plaats waar het huidige Marcala ligt. Op deze afgelegen plek in de bergen hoopten zij meer rust te vinden. Zij stichtten hier een dorp, dat ze eerst Capiro noemden. Op deze plek trokken echter de Ingurula tegen hen ten strijde. Zij waren bewapend met slingers, pijlen en stokken. De inwoners van Capiro wisten hen echter te verslaan.
Hierop verspreidden zij zich en stichtten verschillende gemeenschappen in de omgeving. De naam van het dorp werd veranderd in Marcala. De inwoners van Marcala leefden eerst in goede harmonie samen met die van Chinacla, maar later besloten ze vreedzaam uit elkaar te gaan.
Toen recentelijk de oude klokkentoren werd afgebroken, is er een steen teruggevonden uit 1635.

## Bevolking
De bevolking is als volgt verdeeld:
| Vrouwen | 15.803 | 51,8% |
| Mannen  | 14.701 | 48,2% |

## Dorpen
De gemeente bestaat uit drie dorpen (aldea), waarvan het grootste qua inwoneraantal: Marcala (code 120801).